# 博姆马纳哈尔利
博姆马纳哈尔利（Bommanahalli），是印度卡纳塔克邦Bangalore县的一个城镇。总人口201220（2001年）。

## 人口
该地2001年总人口201220人，其中男性108040人，女性93180人；0—6岁人口24264人，其中男12398人，女11866人；识字率71.28%，其中男性为76.51%，女性为65.21%。